# Malta Story
Malta Story ist ein Kriegsfilm des Regisseurs Brian Desmond Hurst aus dem Jahr 1953. Der Schwarzweißfilm thematisiert die Verteidigung Maltas im Zweiten Weltkrieg. Die Hauptrolle spielt Alec Guinness. Der Film wurde im deutschen Sprachraum nicht aufgeführt.

## Inhalt
1942 – Während des Zweiten Weltkrieges kämpfen deutsche und britische Einheiten um die strategisch wichtige Insel Malta, die als Knotenpunkt von Truppenbewegungen Bedeutung besitzt. Der Luftwaffenangehörige Peter Ross, der auf der Insel für Feindüberwachungen eingeteilt ist, verliebt sich in ein einheimisches Mädchen und muss nun mit den daraus resultierenden Schwierigkeiten fertigwerden.

## Kritik
Die New York Times zeigte sich wenig begeistert und sprach von einem „Standardgarn, das im Gegensatz zu den tatsächlichen Geschehnissen weder die Sinne zufriedenstellt noch den richtigen Geist atmet“.